# Serge Gainsbourg
Serge Gainsbourg (pronunciación en francés: /sɛʁʒ ɡɛ̃sbuʁ/), nacido Lucien Ginsburg (París, 2 de abril de 1928-2 de marzo de 1991), fue un cantante, compositor, pianista, poeta, pintor, guionista, escritor, actor y director de cine francés. Considerado como la figura más importante del pop francés mientras vivía, era conocido por sus lanzamientos a menudo provocativos y escandalosos que causaron alboroto en Francia, dividiendo la opinión pública, así como su diversa producción artística, que abarcaba desde sus primeros trabajos en jazz, chanson y yeyé hasta esfuerzos posteriores en rock, funk y reggae. El variado estilo musical y la individualidad de Gainsbourg lo hacen difícil de clasificar, aunque su legado ha sido firmemente establecido y a menudo es considerado como uno de los músicos más populares e influyentes del mundo.
Sus obras líricas incorporan juegos de palabras con tintes de humor extraño, provocadoras, sexuales, satíricas o subversivas, incluyendo sofisticadas rimas, pomporrutas, onomatopeyas, retruécanos, disfemismos, paraprosdokianos y calambures. Gainsbourg escribió más de 550 canciones, que han sido interpretadas por más de 1,000 artistas. Desde su muerte por un segundo ataque al corazón en 1991, la música de Gainsbourg ha alcanzado un estatus legendario en Francia, y es considerado como el mejor músico francés y una de las figuras públicas más populares y queridas del país. También ha ganado seguidores de culto en el mundo de habla inglesa con éxitos en las listas del Reino Unido y los Estados Unidos como Je t'aime ... moi non-plus y Bonnie y Clyde, respectivamente. Je t'aime ... moi non-plus fue un gran éxito mundial que abarca millones de registros y se clasifica en muchos países de todo el mundo. Serge Gainsbourg ha recibido más de diez discos de oro en Francia, así como tres discos de oro dobles, nueve discos de platino y un disco de doble platino. También obtuvo un Gold Leaf Award en Canadá certificando las ventas de su disco Je t'aime ... moi non plus y un disco de oro en Bélgica en 1988. Además, como autor de varios artistas, venderá varios millones de copias más. Como cantante, ha vendido más de 10 millones de discos en todo el mundo.

## Biografía
Nació en París, hijo de padres judíos ucranianos. Tuvo una hija, Charlotte, con Jane Birkin; y un hijo, Lulu, con su última pareja, Bambou (Caroline Paulus, nieta de Friedrich Paulus).
Lucien Ginzburg deseaba ser pintor pero se ganaba la vida como pianista de cabaret.
En sus primeras composiciones se aprecia la influencia de Boris Vian y pueden ser incluidas dentro de la denominada chanson francesa; pero Gainsbourg quería explorar también otros campos musicales. Durante su carrera, además de muchísimas canciones, escribió la banda sonora de cerca de 40 películas y, asimismo, dirigió cuatro: Je t'aime... moi non plus (Yo te quiero...yo tampoco), Equateur, Charlotte For Ever y Stan The Flasher.
Su canción más famosa, "Je t'aime... moi non plus" (1969), incluía sonidos simulados de un orgasmo femenino. Aunque originalmente fue grabada con Brigitte Bardot, fue lanzada con otra vocalista femenina, Jane Birkin, quien sería su futura pareja (Brigitte Bardot se echó atrás por miedo a que la canción pudiera perjudicar su imagen). Mientras Gainsbourg decía que era "el no va más como canción de amor", muchos la consideraron pornográfica. La canción se censuró en varios países, entre ellos España y Reino Unido, e incluso en Francia se quitó la versión menos recatada. El periódico de la Ciudad del Vaticano, L'Osservatore Romano tildó la canción como obscena. Esto la llevó al número uno de las listas.
Su trabajo más influyente, Histoire de Melody Nelson, se publicó en 1971. Este álbum conceptual, producido y arreglado por Jean-Claude Vannier, estaba principalmente basado en Lolita, la novela de Vladimir Nabokov. Artistas como Air, Mika y Beck se han declarado influenciados por este disco.
En 1975, lanzó el álbum Rock Around the Bunker, disco de rock que tenía como tema principal los nazis. Gainsbourg manejó con maestría el humor negro, recordando la experiencia que él y su familia sufrieron durante la Segunda Guerra Mundial. Él mismo tuvo que llevar la estrella de David cuando era niño.
Al año siguiente salió a la luz L'Homme à la Tête de Chou (El hombre de la cabeza de col) apodo con el que solía definirse, con Marilu como la nueva voz encargada de sustentar los fastuosos arreglos orquestales.
En Jamaica durante 1978 grabó "Aux Armes et caetera", versión reggae del himno nacional francés "La Marsellesa", con Robby Shakespeare, Sly Dunbar y Rita Marley. La canción le costó amenazas de muerte por parte de los veteranos de la guerra de Independencia de Argelia. Poco después, Gainsbourg compró un manuscrito original de La Marsellesa, en una subasta por 135.000 francos, y pudo probar a sus críticos que su versión era fiel al original, ya que el manuscrito muestra claramente las palabras "Aux armes et cætera..." en el estribillo.
Al año siguiente apareció con el aspecto de Gainsbarre (con barba de varios días y fumando continuamente), oficialmente presentado con la canción "Ecce Homo". Durante la última década de su vida hizo muchas apariciones en televisión debido a su controvertido sentido del humor y la provocación. En ese período lanzó Love On The Beat y su último álbum de estudio, You're Under Arrest.
Hacia el final de su vida, se convirtió en una figura habitual de la televisión francesa, donde lanzó su quizá más conocido exabrupto cuando dijo a Whitney Houston "quiero follarte", en el show de Michel Drucker transmitido los sábados por la tarde. Sus canciones se volvieron cada vez más excéntricas, desde el manifiesto antidrogas "Les Enfants de la Chance" hasta el cuestionable dueto con su hija Charlotte "Lemon Incest" (Un zeste de citron); "Incesto con limón, (con) un poquito de piel de limón"). Un buen ejemplo del gusto de Gainsbourg por los juegos de palabras, que a veces resultaban hirientes ("Bowie, Beau oui comme Bowie").
Gainsbourg murió el 2 de marzo de 1991 de un ataque al corazón y fue enterrado en el cementerio de Montparnasse, en París.
Su hogar (5 bis rue de Verneuil) está cubierto de graffitis y poemas.
Una de las más habituales intérpretes de los temas de Gainsbourg fue la inglesa Petula Clark, que en 2003 escribió y grabó "La Chanson de Gainsbourg" como tributo al compositor de la mayoría de las canciones que la llevarían al éxito. (Su biografía, de Sylvie Simmons, apareció en 2004).
El 20 de enero de 2010 se estrenó una película basada en su biografía titulada Serge Gainsbourg, vie héroïque, dirigida por Joann Sfar y en la que Eric Elmosnino se encargaba de dar vida al compositor francés.

### Infancia y primeros años

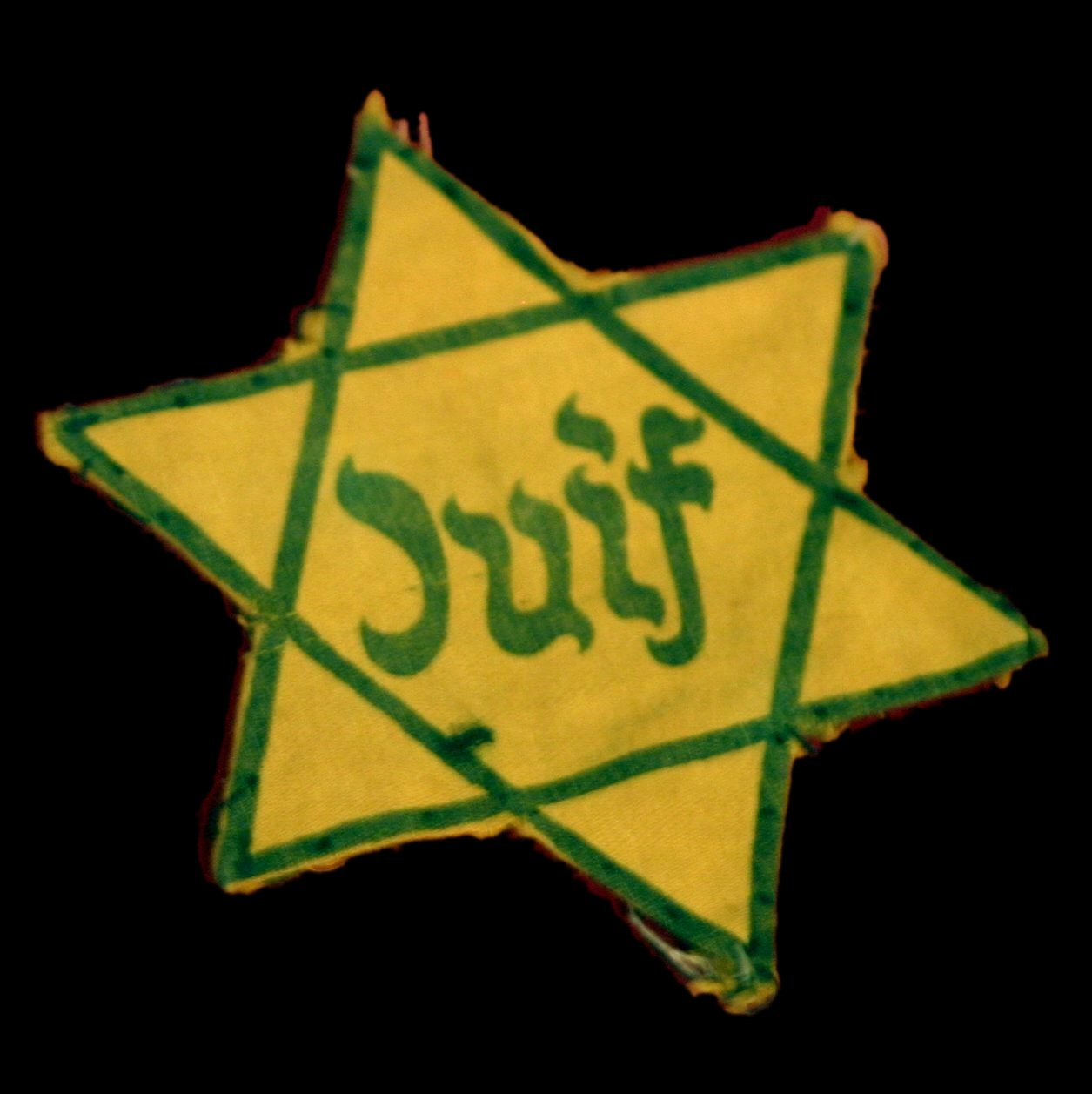
Estrella de David.

En 1919, Joseph y Oletchka dejan Ucrania huyendo de los bolcheviques hacia París por el camino de Constantinopla y Marsella.
Joseph es pianista de bar y de cabaret, y tienen un primer hijo, Marcel, quien murió a edad temprana. Tuvieron, enseguida una hija, Jacqueline, en 1927, y un año después, nacieron los mellizos Liliane y Lucien en la rue de la Chine del distrito 20 de París.
Durante su infancia, el pequeño Lucien vive en París en los barrios populares. Su padre se encarga de su aprendizaje musical, enseñándole a tocar el piano y animándole a adentrarse en el mundo de la pintura.
Los años de la guerra son duros para Lucien, que se refugia en las provincias del interior y se ve obligado a llevar la estrella de David ("una estrella de sherif", dirá más tarde con sorna). Incluso se vio forzado a esconderse tres días en un bosque mientras las SS buscan a los judíos.
Ya de vuelta en París, la familia se instala en el distrito 16. Su fracaso escolar le impide acabar el instituto en el Lycée Condorcet. Se inscribe entonces en la Escuela de Bellas Artes, pero el alto nivel en matemáticas le desalienta y abandona. Fue aquí donde encontró a su primera mujer, Élisabeth Levitsky, quien le introdujo a través de sus amistades en el mundo de los surrealistas.
El año 1948 es de especial relevancia en la vida de Lucien, fue encarcelado por insumisión durante la realización del servicio militar. Comienza aquí su "periodo" etílico: privado de permisos, se emborracha de vino con sus camaradas de regimiento.

### Una chispa con Boris Vian
Hasta la edad de treinta años, Serge subsiste a base de pequeños trabajos. A veces hace de profesor de dibujo, de canto, vigilante escolar, etc., pero su actividad principal es la pintura. Le hubiese gustado ser un genio de la pintura como Francis Bacon o Fernand Léger, de quien fue alumno, pero abandona rápidamente la bohemia para convertirse en un «crooner» de piano bar en los casinos de la costa y en los cabarets parisinos como Madame Arthur.
Gainsbourg tiene una revelación cuando conoce a Boris Vian, escritor e intérprete de textos provocativos, divertidos, cínicos y alejados del estilo de las vedetes del momento (como Darío Moreno o Annie Cordy).
En 1957, y fruto de una casualidad, Michèle Arnaud, cantante de la «rive gauche» a la que acompaña a la guitarra en sus actuaciones en el cabaret Milord l'Arsouille (donde el resto del tiempo es pianista de ambiente) descubre con estupefacción las composiciones de Gainsbourg y lo anima a interpretar su propio repertorio en el mismo cabaret. Michèle fue su primera intérprete, grabando desde 1958 los títulos La Recette de l'amour fou, Douze belles dans la peau, Jeunes femmes et vieux messieurs y La Femme des uns sous le corps des autres.
Fue entonces cuando comenzó su carrera, componiendo numerosas canciones e incluso editando una revista. Gainsbourg se lanza también a su persecución frenética de mujeres, a las que seduce en gran número, hecho que le lleva a separarse de su esposa y divorciarse en 1957, seis años después de su matrimonio.
Su primer álbum, Du chant à la une !, en el que aparece el título Le Poinçonneur des Lilas, desconcierta, pero es bien acogido por la crítica. Marcel Aymé se fija en él y dice que sus canciones « tienen la dureza de un atestado ». Su protector Boris Vian, antes de morir en 1959, lo compara a Cole Porter.
Con la llegada de la época yeyé, Gainsbourg tiene 32 años y todavía no ha alcanzado el éxito: hace de telonero de Brel o de Gréco, pero el público lo rechaza y los críticos crueles se burlan de sus grandes orejas y su nariz prominente.
Fue entonces cuando conoció a Elek Bacsik y Michel Gaudry y les propuso colaborar en un disco. Este proyecto se convertirá en Gainsbourg Confidentiel, impregnado de un jazz archi-moderno que Gainsbourg adoraba pero que no le llevaría al éxito. Este disco (según algunos su mejor disco) sólo vendió 1500 copias. Gainsbourg había tomado su decisión nada más salir del estudio: « Voy a lanzarme al mercado comercial y a comprarme un Rolls ».

### France Gall y Eurovisión
Sus primeros éxitos llegan a través de sus composiciones para Juliette Gréco (Accordéon, La Javanaise) y Petula Clark (La Gadoue). No obstante, serán sus composiciones para Françoise Hardy (Comment te dire adieu) y sobre todo para France Gall las que le llevarán a seducir al público joven con una mezcla de ritmos sesenteros como el twist y el beat.

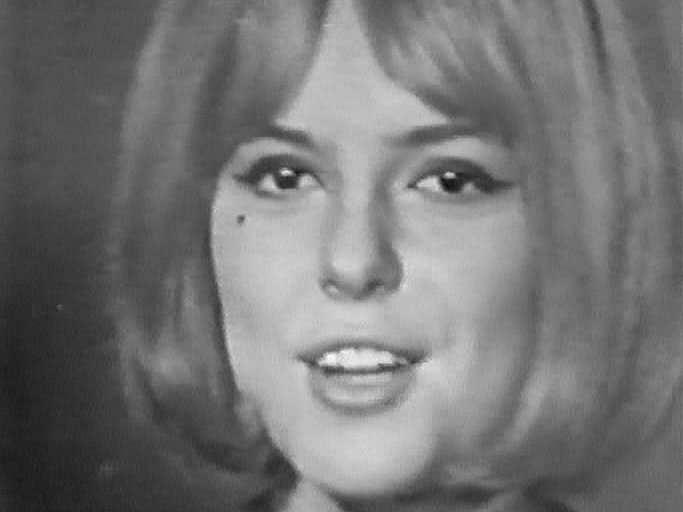
France Gall durante su actuación en el Festival de la Canción de Eurovisión 1965.

Tras sus primeros éxitos (N'écoute pas les idoles, Laisse tomber les filles), la tierna France Gall, que contaba al momento con sólo 17 años, consigue el primer premio en el Festival de Eurovisión 1965, tras haber elegido el título Poupée de cire, poupée de son, de Serge Gainsbourg, de entre los diez propuestos. La canción ganadora se convierte en un verdadero hit internacional emitido por todas las radios e incluso interpretado por la misma Gall en japonés. El tema fue elegido en el show Congratulations, organizado por la red de Eurovisión y emitido para toda Europa desde Copenhague en 2005, como la 14.º mejor canción de la historia del certamen. Compondría otros temas para festival como la canción de Mónaco de 1967, o el tema francés de 1990 White and black blues. Gainsbourg continua sus éxitos al lado de France Gall en 1966, gracias al disco Baby pop y sobre todo a Les sucettes, que fue compuesto como prueba a cuán inocente era Gall como para descifrar el turbio doble sentido de la letra. France se enteró de su verdadero significado (una alegoría de la felación) mientras estaba de gira, lo que la hirió al punto de romper su relación laboral con Serge, y busca refugiar su interés artístico momentáneamente en Alemania.
En 1967 graba El sable y el soldado a petición de la embajada de Israel como un tributo a los caídos en la guerra de los Seis Días. En el otoño de 1967 vive una pasión corta pero ardiente con Brigitte Bardot a la que le dedica la canción Initials B.B., tras haberle escrito algunos títulos emblemáticos como Harley Davidson, Bonnie and Clyde, Je t'aime... moi non plus. Esta última canción será interpretada y llevada a la fama por Jane Birkin. Gainsbourg guardará en secreto la versión original (grabada a dúo con Brigitte Bardot) a petición de ésta, hasta 1986, año en que se convertirá en un auténtico éxito. La canción Torey Canyon incluida en el álbum Initials B.B (1968), se refiere al desastre del superpetrolero Torrey Canyon convirtiéndose en una de las primeras canciones de protesta sobre la destrucción del medioambiente.
En el plató de rodaje de Slogan, conocerá en 1968 a Jane Birkin, para la que se convertirá de nuevo en autor-compositor. Je t'aime... moi non plus y 69 Année érotique se convierten en éxitos que traspasan fronteras. Durante diez años, se convierten en una pareja mediática, siempre de actualidad, enlanzando cada uno gira tras gira.
Los años 70 vienen marcados por la creación y composición de cuatro álbumes capitales: Histoire de Melody Nelson en 1971, Vu de l'extérieur en 1973, Rock around the bunker en 1975 y L'Homme à tête de chou en 1976. Aunque al principio tienen poca repercusión comercial (unos 30 000 ejemplares por disco) se convierten en estandartes de la vanguardia de la canción francesa. Por ejemplo, los críticos acogen Melody Nelson como « el primer verdadero poema sinfónico de la era pop ».
En mayo de 1973, Serge Gainsbourg sufre una crisis cardiaca. Sin embargo, continua fumando y bebiendo, fiel al personaje que él mismo ha creado y al que cada vez se parece más.
El álbum Vu de l'extérieur incluye un hit: Je suis venu te dire que je m'en vais y una canción de « poesía petómana » que será el origen de su novela Evguenie Sokolov.
Con Rock around the bunker lleva la auto-burla y la provocación al máximo: transforma la estética y bisutería nazis en pura sorna, riéndose de su propia desgracia, al estar obligado a esconderse debido a las leyes antisemitas durante la ocupación. El álbum, grabado en Londres, es radicalmente rechazado por los programadores de radio que no ven más que una provocación escandalosa en esta farsa a lo Boris Vian, con títulos como Nazi rock o Tata teutonne. Sin embargo, a finales de 1980, este álbum conseguirá discos de oro.

### Reggae Marseillaise
Gainsbourg se dedica a hacer bandas sonoras de películas (como Madame Claude de 1975, con buenas dosis de funk, disco y el romance etéreo y perturbador de su sello), abandonando sin remordimientos la escena, hasta 1979, en el que se reconcilia con su público gracias a su adaptación personal de la Marseillaise, con ritmo de reggae (en la que el estribillo es "aux armes et caetera"), y que cuenta con la participación de algunas de las coristas de Bob Marley y músicos de Peter Tosh.
Estos discos en solitario se acercan al jazz y a los ritmos afro-cubanos, con las famosas « Gainsbourg Percussions », cultivando también su aura de artista de culto participando en numerosas películas. En 1976 se lanza por primera vez a la realización cinematográfica. Su película Je t'aime moi non plus tiene un argumento audaz que aborda temas tabú como la homosexualidad. Realiza tres películas más, Équateur en 1983, Charlotte for ever en 1986 y Stan the flasher en 1990. Sus películas tienen poco éxito, siempre con temas provocadores en sus argumentos, como el incesto (Charlotte for ever), la pedofilia, el exhibicionismo (Stan the flasher) o la homosexualidad.
Al mismo tiempo, compone hits como L'Ami Caouette, pero sobre todo el célebre y tenebroso álbum L'Homme à tête de chou con sus tórridas Variations sur Marilou. En 1979, se une al grupo rock Bijou y derrama una lágrima en el escenario, lo que provoca una ovación en el joven público rock.
Su nuevo álbum, grabado en Kingston, se convierte en disco de platino en pocos meses. La versión reggae de La Marseillaise escandaliza al crítico del periódico Figaro Michel Droit, que escribe un artículo muy duro, rozando el antisemitismo. Serge le contestará en la prensa con el artículo On n'a pas le con d'être aussi Droit (juego de palabras que significa: no se puede ser tan gilipolla(s)). Un grupo de militares irrumpe en la sala de conciertos de Estrasburgo donde está prevista su actuación, provocando tal caos que incluso los músicos se niegan a subir al escenario. No obstante, esto no impide que Serge realice una gira triunfal con sus acólitos reggae, los conocidos Sly and Robbie acompañados de las coristas de Bob Marley: las I Threes.

### «Gainsbarre»

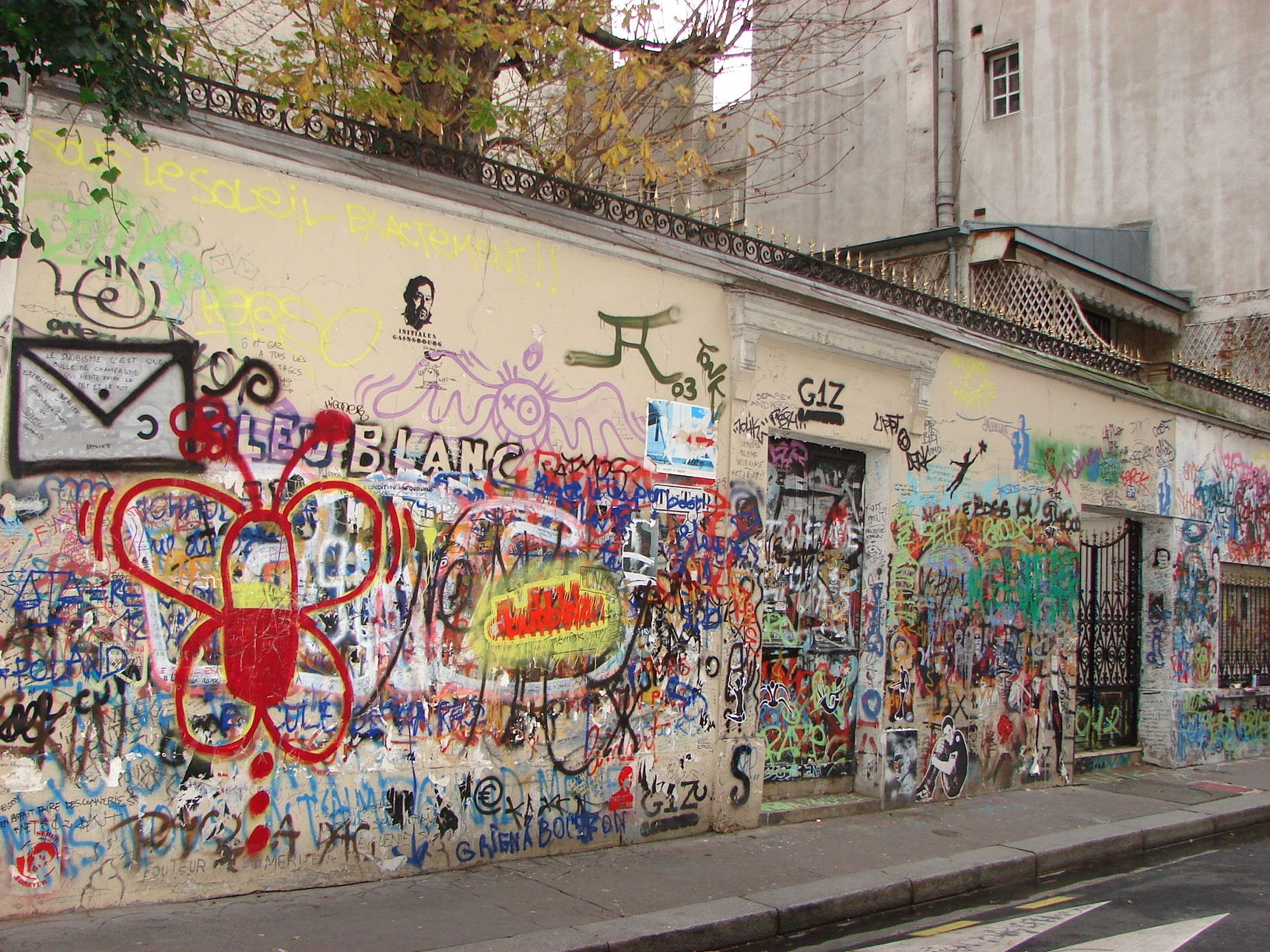
Casa de Serge Gainsbourg en la rue de Verneuil en Saint-Germain-des-Prés conservada en el mismo estado por Charlotte Gainsbourg tras la muerte de su padre.

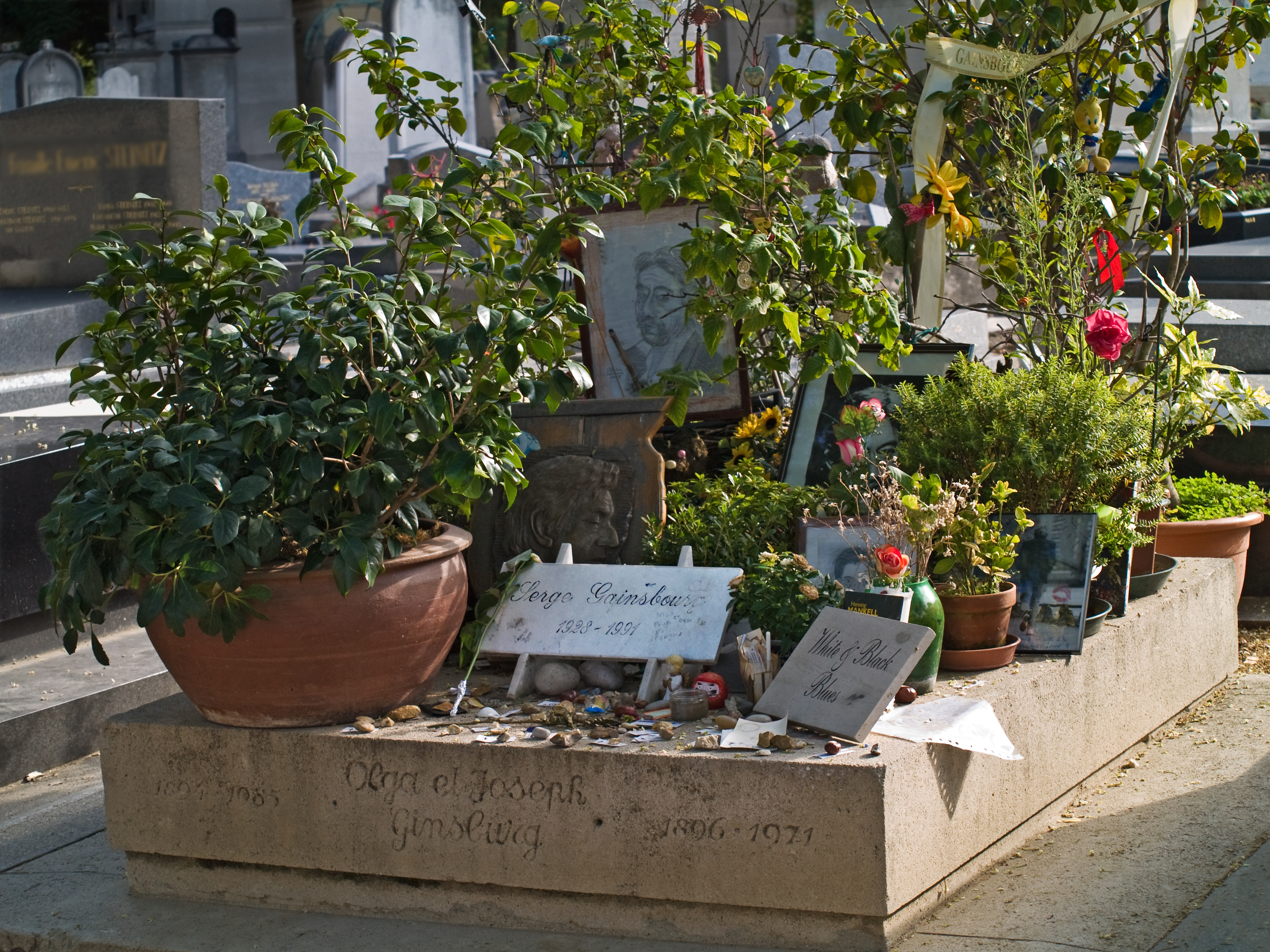
Tumba de Serge Gainsbourg en el Cementerio de Montparnasse, París.

Las discotecas, las borracheras, el noctambulismo, la decrepitud física, etc. Cada vez más, «Gainsbarre» sucederá a Gainsbourg en ciertas apariciones televisivas, más o menos alcoholizadas. Forja así su leyenda de poeta maldito, mal afeitado y ebrio, que le valdrá la admiración de unos y el rechazo de otros. Tras diez años, Jane Birkin ya no aguanta más, y le abandona.
En 1985, Gainsbourg publica un sencillo controvertido en dúo con su hija Charlotte que entonces tiene trece años, Lemon Incest.
Gainsbourg escribe su nuevo álbum reggae con las siguientes palabras en Ecce Homo: « Il est reggae hilare, le cœur percé de part en part » (es reggae risueño, el corazón traspasado de lado a lado).
Encuentra una nueva musa, Bambou, para la que, manía gansbourgiana, no puede evitar componer. Le hace cantar algunos títulos que no tienen éxito comercial (Álbum Made in China - 1989).
Su obra integral aparece en una edición de varios CD, muy apreciada por los coleccionistas, ya que incluye numerosas canciones difíciles de encontrar (no incluye las canciones escritas para otros intérpretes). Después de esta edición, parte hacia Nueva York donde grabará sus dos últimos discos Love on the Beat y You're under arrest. Tras el reggae, se atreve con el hip-hop y el funk.
Serge Gainsbourg muere en 1991 tras una quinta crisis cardiaca.
Su cuerpo reposa junto al de sus padres en el cementerio de Montparnasse en París, y su tumba es una de las más visitadas, juntamente con la de Jean-Paul Sartre - Simone de Beauvoir y la de Charles Baudelaire. Desde 1991 su tumba se ve desbordada constantemente por plantas y objetos diversos (fotos, coles, pequeñas notas, tickets de metro con algún mensaje, etc.) que hacen referencia a las letras de sus canciones. La tumba lleva el nombre de Serge Gainsbourg y sus padres, Olga (1894-1985) y Joseph (1896-1971) Ginsburg.
Durante su entierro, el 7 de marzo de 1991 se pudieron reconocer entre la multitud y los familiares, los rostros de Catherine Deneuve, Isabelle Adjani, Patrice Chéreau, Renaud, Johnny Hallyday, los ministros Jack Lang y Catherine Tasca. Catherine Deneuve leyó sobre la tumba el texto de la canción Fuir le bonheur de peur qu’il se sauve (fuente L'Humanité, 8 de marzo de 1991).
Serge Gainsbourg es el padre de la actriz Charlotte Gainsbourg, fruto de su unión con la también actriz y cantante Jane Birkin. Junto a su hija ha interpretado la canción Lemon Incest que se encuentra en el álbum Love on the beat de 1984.
También es padre de un hijo, Lucien, más conocido como Lulu, fruto de su unión con Bambou. Tiene otros dos hijos, Natacha, nacida en 1964 y Paul, nacido en 1968, de su anterior matrimonio con Françoise Pancrazzi, conocida como Béatrice o « la princesa Galitzine » con la que vivió algo menos de una década en los años 60.

## Influencia
Serge Gainsbourg se ha inspirado en temas de compositores clásicos.
Por otro lado, Serge Gainsbourg ha marcado fuertemente la música francesa.
No dudó a realizar mestizajes en sus composiciones, mezclando influencias musicales de distintos orígenes y contribuyendo a popularizar algunas de ellas en Francia:
- el funk, en temas como "No No, Yes Yes", "En Melody" (de su disco Histoire Du Melody Nelson) y "Ketchup in The Night".
- el reggae, con el álbum Aux armes et caetera... seguido de Mauvaises nouvelles des étoiles grabados en Kingston Jamaica,
- el rap con You're under arrest,
- la música afrocubana (Couleur café entre otras),
- el jazz "Le Jazz dans le ravin"
- la música clásica: muchos de sus títulos están inspirados en temas clásicos, como Lemon Incest o Ma Lou Marylou,
- el rock sinfónico: Melody Nelson.

La música de Gainsbourg ha sido frecuentemente analizada y reutilizada por otros artistas, tanto franceses, por ejemplo MC Solaar en Nouveau Western, como internacionales, como Massive Attack en su Karmacoma (Portishead experience) o Jennifer Charles, de Elysian Fields, que retoma Les Amours Perdues, en un álbum de versiones de Gainsbourg). El álbum « Monsieur Gainsbourg revisited » aparecido en marzo de 2006, reagrupa 14 adaptaciones inglesas realizadas por Boris Bergman y notablemente interpretadas por Franz Ferdinand, Portishead, Jarvis Cocker, Kid Loco, Gonzales, Feist y Tricky, entre otros. Tanto es así que, incluso, mantiene concomitancias con cantautores españoles como Aute.
Por otro lado, Serge Gainsbourg ha impreso su marca en sus textos. Con un estilo poético, no duda a producir rimas complejas (Comment te dire adieu). Ávido de los juegos de palabras, utiliza a menudo el doble sentido. Las alusiones eróticas son más frecuentes cuanto más avanza su carrera. Algunas de sus canciones se recuerdan por su carácter provocador, como las alusiones a la felación en Les Sucettes, que provocaban la conmoción en la boca de una France Gall de apenas dieciocho años. Más tarde, Gall dirá que no entendió el doble sentido del texto hasta años después de haberla cantado. (Archivos INA: Gainsbourg interroga a Gall sobre el sentido de Les Sucettes, ORTF 1967). Más tarde será Jane Birkin simulando un orgasmo en Je t'aime, moi non plus, gran hit mundial. Gainsbourg flirtea con el tabú del incesto en compañía de su hija, la frágil Charlotte Gainsbourg: durante los 80, acompaña a su padre en el dúo Lemon Incest, evocador título que suscitará numerosas críticas. Gainsbarre llegará a la cumbre de la provocación erótica con el gran éxito Love on the beat: auténtico poema pornográfico, cuyo fondo sonoro está constituido por los gritos orgásmicos de Bambou, grabados sin que ella lo supiera. La orquestación está bañada de un funk frío y los coros llenan la pieza de unas voces andróginas y conmovedoras.

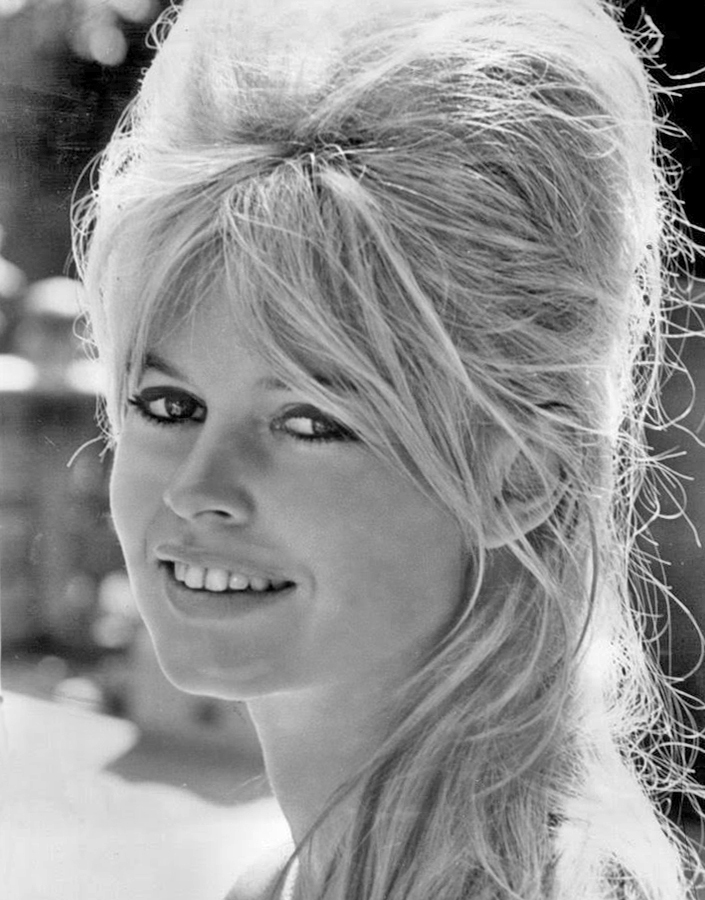
Brigitte Bardot.

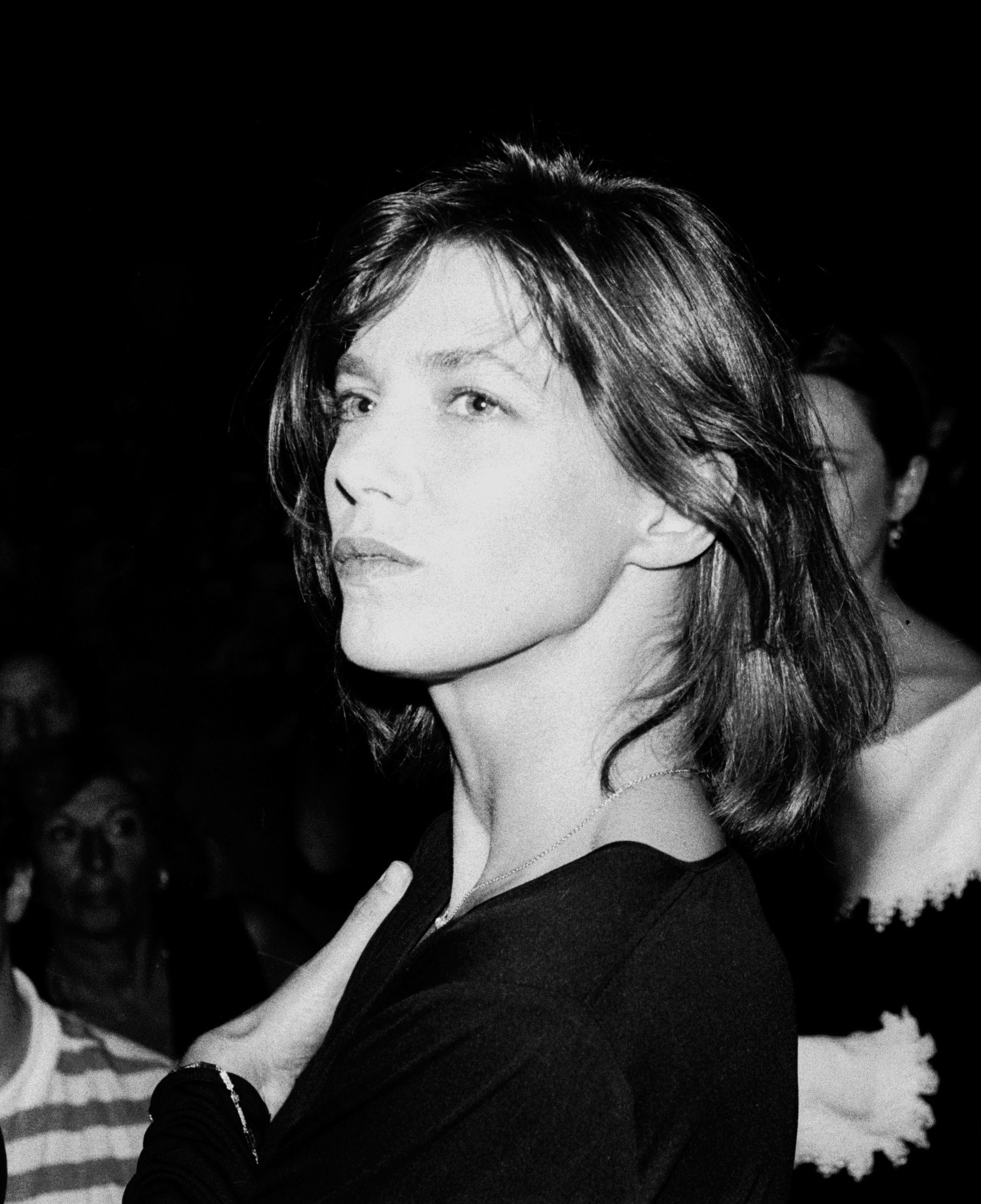
Jane Birkin.

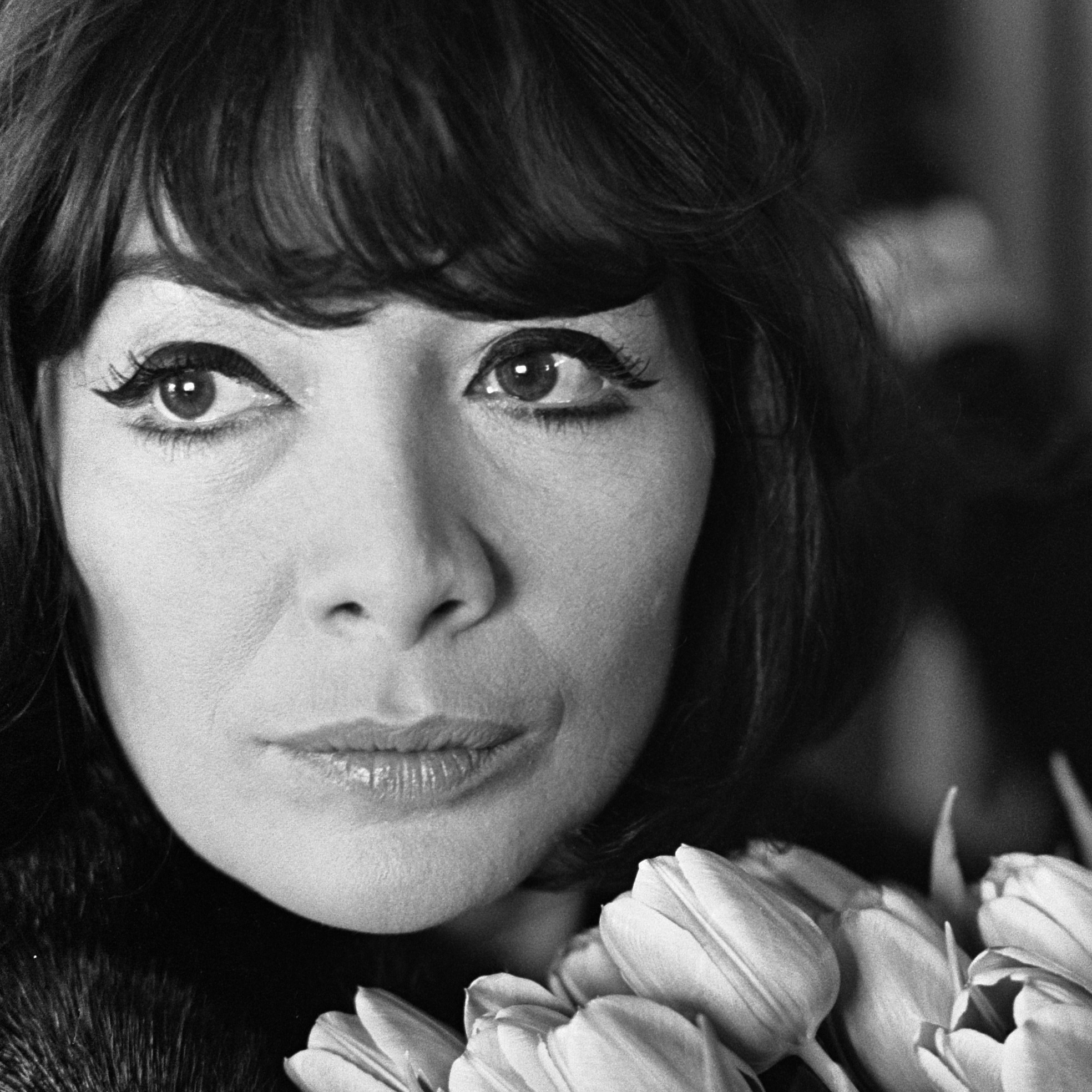
Juliette Gréco.

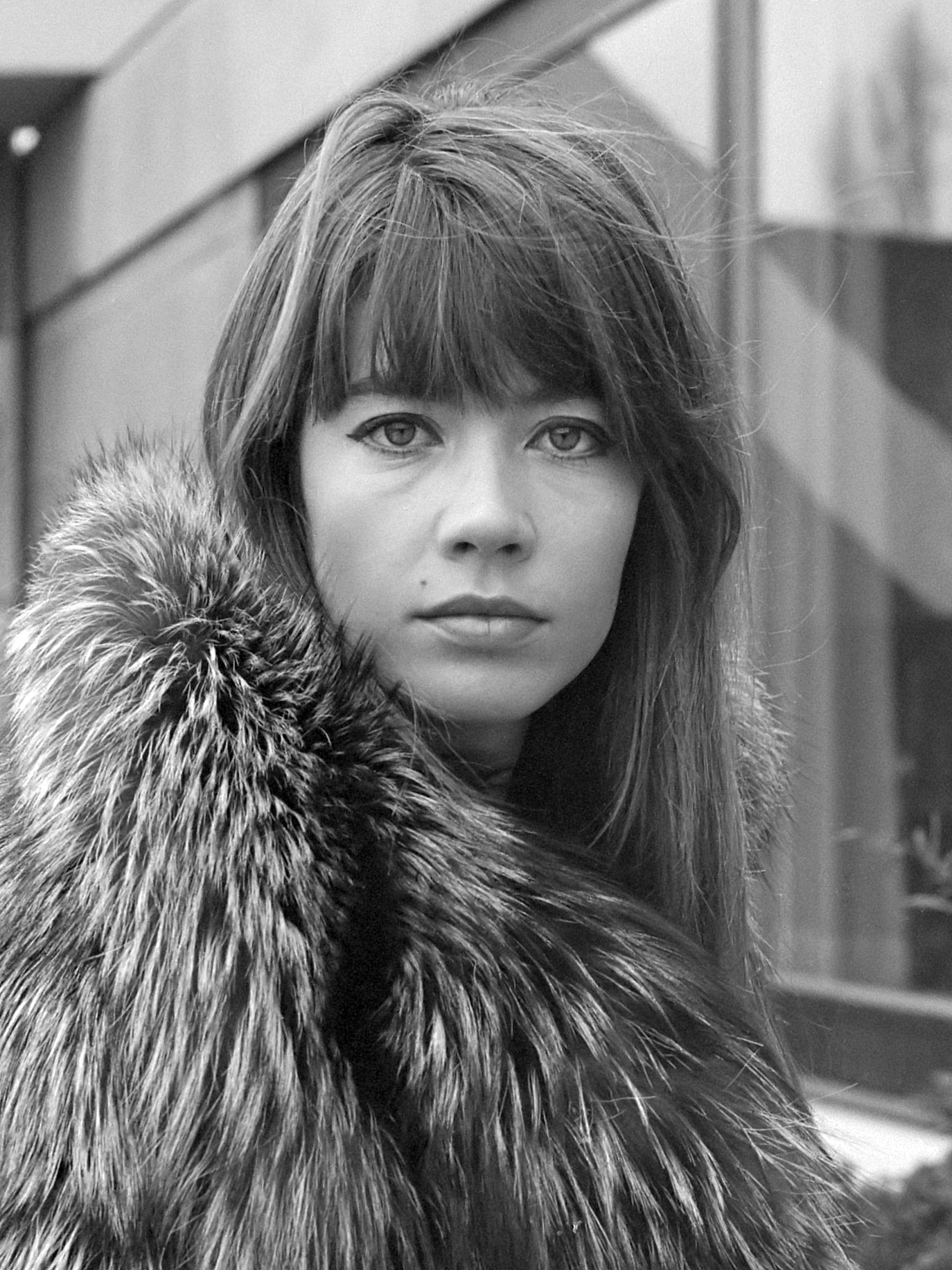
Françoise Hardy.

Serge Gainsbourg compuso para numerosos intérpretes, solista o en dúo:
- Isabelle Adjani: Pull Marine
- Elisabeth Anais: Mon père un catholique
- Michèle Arnaud: La Femme des uns sous le corps des autres, Les Papillons noirs
- Isabelle Aubret: Il n'y a plus d'abonné au numéro que vous avez demandé
- Brigitte Bardot: Bonnie and Clyde, Harley Davidson, Comic strip, Je t'aime... moi non plus
- Minouche Barelli: Boum badaboum
- Jane Birkin: Je t'aime...moi non plus, La décadanse, Ex-fan des sixties, Baby alone in Babylone, Lolita go home, Ballade de Johnny-Jane
- Petula Clark: La Gadoue
- Pia Colombo: Défense d'afficher
- Dalida: Je préfère naturellement
- Mireille Darc: La Cavaleuse
- Catherine Deneuve: Dieu est un fumeur de havanes
- Diane Dufresne: Suicide
- Jacques Dutronc: Les roses fanées (trío con Serge Gainsbourg y Jane Birkin)
- Marianne Faithfull: Hier ou demain
- France Gall: Ne ecoute pas les idoles, Poupée de cire, poupée de son, Baby Pop, Nous Ne Sommes Pas Des Anges, Les Sucettes.
- Juliette Gréco: Accordéon, La Javanaise
- Françoise Hardy: Comment te dire adieu
- Zizi Jeanmaire: Bloody Jack,...
- Anna Karina: Sous le soleil exactement
- Valérie Lagrange: La Guérilla
- Viktor Lazlo: Amour puissance six
- Lisette Malidor: Y'a bon
- Michèle Mercier: La Fille qui fait tchic-ti-tchic
- Nana Mouskouri: Les Yeux pour pleurer
- Vanessa Paradis: Dis-lui toi que je t'aime, Tandem
- Régine: Les P'tits papiers
- Catherine Sauvage: Baudelaire,...
- Stone: Buffalo Bill
- Joëlle Ursul: White And Black Blues
- Marie-Blanche Vergne: Au risque de te déplaire

Escribió dos álbumes por encargo para Alain Chamfort.

## Premios
- 1996: César a la mejor música (título póstumo) por la película Élisa de Jean Becker (1994)
- 1965: Primer Premio en el Festival de la Canción de Eurovisión con el título Poupée de cire, poupée de son, interpretada por France Gall, representante de Luxemburgo. También será segundo en 1990 con White and Black Blues interpretada por Joëlle Ursull (Francia) y quinto en 1967 con Boum badaboum interpretada por Minouche Barelli (Mónaco).

## Algunas de sus canciones más notables
- Aux armes et caetera
- Ballade de Johnny-Jane

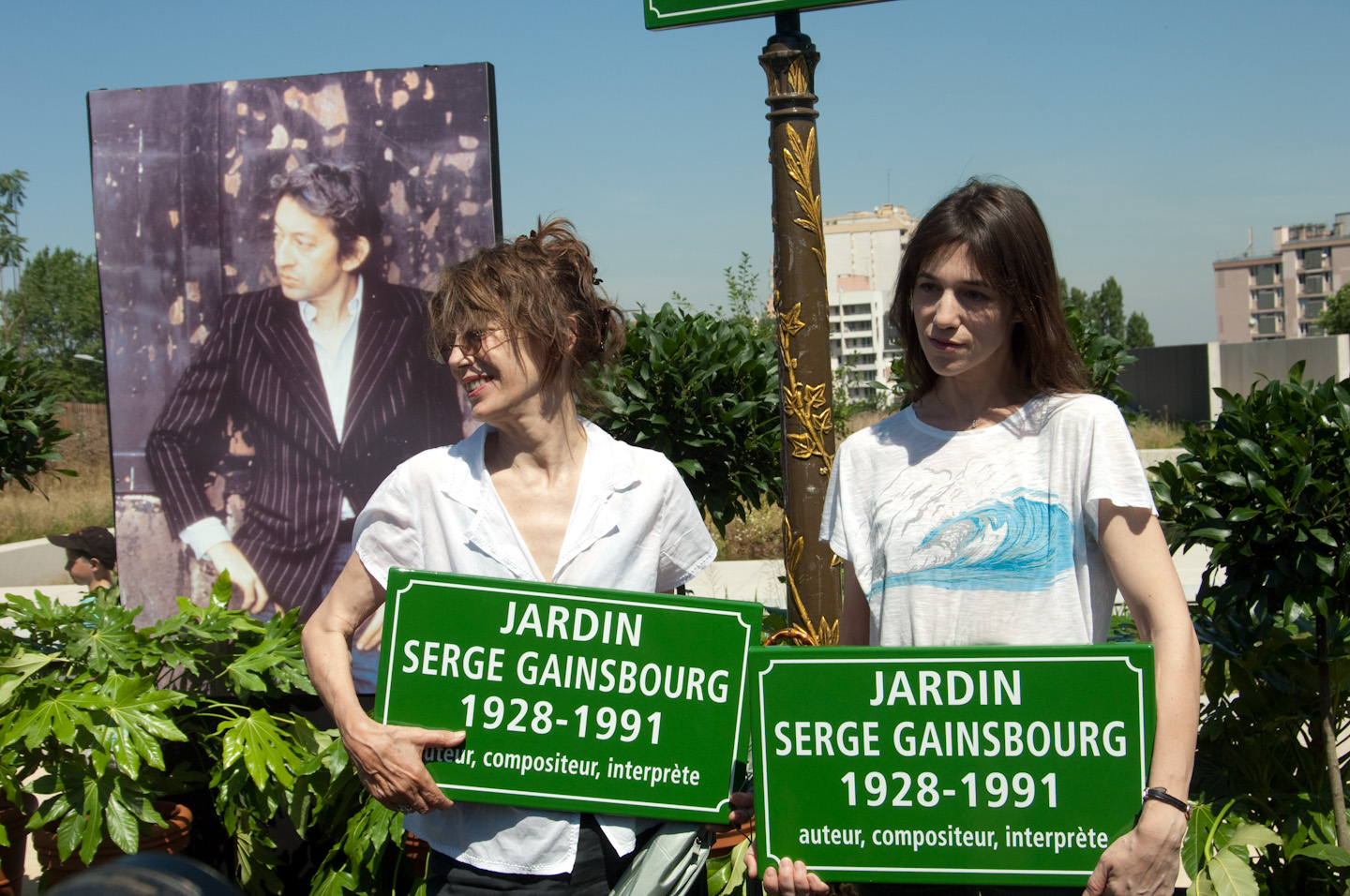
Jane Birkin y Charlotte Gainsbourg en la inauguración del jardín Serge-Gainsbourg.

- La chanson de Prévert (homenaje a Les feuilles mortes (Las hojas muertas)
- Couleur Café
- La Gadoue
- La Javanaise
- Torrey Canyon
- Je t'aime... moi non plus
- Les p'tits Papiers
- Les roses fanées
- Les sucettes
- Poupée de cire, poupée de son
- Melody Nelson
- My Lady Heroine
- Le poinçonneur des Lilas
- Lemon Incest

## Discografía

### Álbumes de estudio
- 1958 : Du chant à la une !
- 1959 : Serge Gainsbourg N°2
- 1961 : L'Étonnant Serge Gainsbourg
- 1962 : Serge Gainsbourg N° 4
- 1963 : Gainsbourg Confidentiel
- 1964 : Gainsbourg Percussions
- 1968 : Bonnie And Clyde (con Brigitte Bardot)
- 1968 : Initials B.B.
- 1969 : Jane Birkin-Serge Gainsbourg (con Jane Birkin)
- 1971 : Histoire de Melody Nelson (con Jane Birkin)
- 1973 : Vu de l'extérieur
- 1975 : Rock Around the Bunker
- 1976 : L'Homme à tête de chou
- 1979 : Aux armes et cætera
- 1981 : Mauvaises nouvelles des étoiles
- 1984 : Love on the Beat
- 1987 : You're Under Arrest

### Álbumes en vivo
- 1980 : Enregistrement public au Théâtre Le Palace (publicado en una versión alargada en 2006 con el nombre Gainsbourg… et cætera - Enregistrement public au Théâtre Le Palace
- 1985 : Gainsbourg Live
- 1989 : Le Zénith de Gainsbourg
- 2009 : 1963 Théâtre des Capucines

## Filmografía
- 2010 - Gainsbourg (vida de un héroe). En 2009 se rueda la película dirigida por Joann Sfar sobre la vida de Serge Gainsbourg. En Francia se estrenó en 2010.
- 1990 Stan the Flasher, de Serge Gainsbourg
- 1986 Charlotte for Ever, de Serge Gainsbourg
- 1983 Equateur, de Serge Gainsbourg
- 1980 Je vous aime, de Claude Berri
- 1975 Sérieux comme le plaisir, de Robert Benayoun
- 1976 Je t'aime moi non plus, de Serge Gainsbourg
- 1974 La Dernière violette, de André Hardellet
- 1973 La Morte negli occhi del gatto, (Les Diablesses), de Antonio Margheriti
- 1972 Demasiado bonitas para ser honestas, (Trop jolies pour être honnêtes) (1972)[16]
- 1972 Trop jolies pour être honnêtes, de Richard Balducci
- 1971 19 djevojaka i Mornar, (Dix-neuf jeunes filles et un matelot), de Milan Kosovac
- 1971 Romance of a Horsethief, (Le roman d'un voleur de chevaux), de Fedor Hanzekovic
- 1970 Cannabis, de Pierre Koralnik
- 1969 Chemins de Katmandou, de André Cayatte
- 1969 Slogan, de Pierre Grimblat
- 1969 Mr. Freedom, de William Klein
- 1968 Erotissimo, de Gérard Pirès
- 1968 Paris n'existe pas, de Robert Benayoun
- 1967 Ce sacré grand-père, de Jacques Poitrenaud
- 1967 Inconnu de Shandigor, de Jean-Louis Roy
- 1967 Toutes folles de lui, de Norbert Carbonnaux
- 1967 Vivre la nuit, de Marcel Camus
- 1966 Estouffade à la Caraïbe, de Jacques Besnard
- 1966 Le Jardinier d'Argenteuil, de Jean-Paul Le Chanois
- 1963 L'Inconnue de Hong Kong, de Jacques Poitrenaud
- 1961 La Furia di Ercole, de Gianfranco Parolini
- 1961 Sansone, de Gianfranco Parolini
- 1961 La Rivolta degli schiavi, (La révolte des esclaves), de Nunzio Malasomma
- 1959 Voulez-vous danser avec moi?, de Michel Boisrond